# Richard Limo

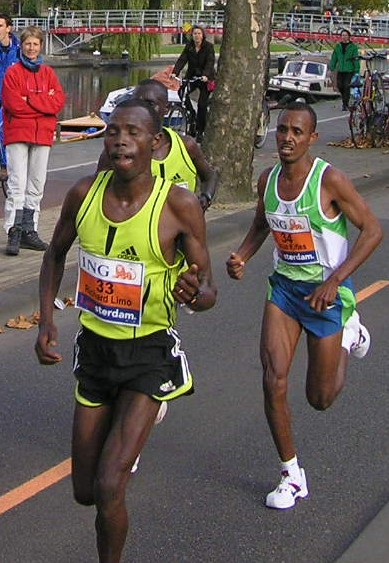
Richard Limo voert de kopgroep aan tijdens de marathon van Amsterdam van 2007, zijn debuutmarathon, waarin hij tweede werd.

Richard Kipkemei Limo (Cheptigit, 18 november 1980) is een Keniaanse langeafstandsloper. Hij werd in 2001 wereldkampioen op de 5000 m en was een jaar eerder op deze afstand finalist op de Olympische Spelen.

## Biografie

### Wereldrecord voor junioren
Limo werd in 1980 in het dorp Cheptigit geboren in het Uasin Gishu-district. Na de basisschool ging hij op een polytechnische school studeren en behaalde in 1996 een graad in elektrische bedradingen. Toen hij in 1997 vlak bij zijn huis aan een trainingskamp deelnam, liep hij nog niet hard. In het jaar erop won hij gelijk een zilveren medaille op de wereldkampioenschappen veldlopen voor junioren. Ook liep hij dat jaar met 7.36,76 een wereldrecord voor junioren op de 3000 m. Hij nam dat jaar nog geen deel aan de wereldkampioenschappen voor junioren.

### Wereldkampioen
In 1998 werd Richard Limo met een tijd 13.37,42 derde op 5000 m van de Gemenebestspelen. Op de Olympische Spelen van Sydney in 2000 werd hij tiende op de 5000 m in 13.39,41. Aan de finish had hij slechts vier seconden achterstand op de winnaar van het goud.
In 2001 werd hij in Edmonton wereldkampioen op de 5000 m in 13.00,77. In de laatste ronde lag Ali Saïdi-Sief nog aan de leiding, maar Limo versloeg hem in de eindsprint. Ali Saïdi-Sief moest later zijn zilveren medaille inleveren wegens het gebruik van Nandrolon. Hierdoor steeg zijn landgenoot Million Wolde officieel naar de tweede plaats met een tijd van 13.03,47. Ook liep hij dat jaar de beste wereldjaarprestatie van 12.56,72. Deze prestatie geldt nog altijd als zijn persoonlijk record.

### Debuut op de marathon
In 2002 en 2003 werd Richard Limo vierde op de WK veldlopen (lange afstand) en won met het Keniaanse team het goud. Op de wereldkampioenschappen van 2003 werd hij nog eenmaal zevende op de 5000 m. Vanaf 2004 werd enkele jaren weinig van hem vernomen, maar hij bleef nog steeds actief. Het bewijs hiervan leverde hij eerst in november 2006 bij de veldloop in het Belgische Roeselare, waar hij tweede werd achter zijn landgenoot Bernard Kipyego. En vervolgens op 21 oktober 2007, bij zijn marathondebuut, toen hij eveneens tweede werd in de marathon van Amsterdam in de uitstekende tijd van 2:06.45, uiteraard een persoonlijk record.
Het volgende jaar was Limo opnieuw actief in Nederland, waar hij op 13 april 2008 deelnam aan de marathon van Rotterdam. In deze wedstrijd, die werd overheerst door zijn landgenoot William Kipsang, winnaar in een zeer goede 2:05.49, een parcoursrecord, wist Limo zich lange tijd in de kopgroep te handhaven. In de laatste kilometers moest hij echter terrein prijsgeven, om ten slotte als vierde te finishen in 2:08.43.

### Eerste marathonoverwinning
Zijn eerste marathonoverwinning boekte Limo in 2010, op de marathon van San Diego, ook wel de 'Rock'n Roll marathon' genoemd. Hij won in 2:09.56. De Keniaan was zo blij met deze overwinning, dat hij al voordat hij de finishlijn was gepasseerd, stilhield om deze te vieren. Enkele maanden eerder was hij ook al tweede geworden op de marathon van Los Angeles, waar hij toen nog zes seconden sneller over de marathonafstand had gedaan. Het jaar sloot hij af met opnieuw een tweede plaats, ditmaal in de marathon van Honolulu, achter zijn landgenoot Nicholas Chelimo.
In 2011 was zijn beste prestatie een derde plaats in de marathon van Reims, waar de Ethiopiër Demssew Tsega Abebe in 2:09.44 met de hoogste eer ging strijken. Limo kwam tot 2:10.02. Vervolgens liet hij een tijd lang weinig tot niets meer van zich horen, totdat hij in het voorjaar van 2013 ineens weer opdook als deelnemer aan de marathon van Milaan, waarin hij als vijfde finishte.

### Privé
Limo is getrouwd met Rose Tarus en heeft twee kinderen (geboren in 2000 en 2002).
Hij is geen familie van de eveneens Keniaanse lopers Benjamin Limo en Felix Limo.

## Titels
- Wereldkampioen 5000 m - 2001
- Keniaans kampioen 5000 m - 2001
- Keniaans kampioen veldlopen - 2002
- Oost- en Centraal-Afrikaans kampioen veldlopen - 2005

## Persoonlijke records
Baan
| Onderdeel      | Prestatie | Datum            | Plaats  |
| -------------- | --------- | ---------------- | ------- |
| 1500 m         | 3.37,59   | 26 mei 1999      | Cottbus |
| 3000 m         | 7.32,23   | 24 augustus 2001 | Brussel |
| 2 Eng. mijl    | 8.13,47   | 30 mei 1999      | Hengelo |
| 5000 m         | 12.56,72  | 17 augustus 2001 | Zürich  |
| 10.000 m       | 26.50,20  | 30 augustus 2002 | Brussel |
| 3000 m steeple | 8.20,67   | 20 augustus 1998 | Dakar   |

Weg
| Onderdeel      | Prestatie | Datum             | Plaats        |
| -------------- | --------- | ----------------- | ------------- |
| 15 km          | 43.44     | 3 december 2006   | 's-Heerenberg |
| halve marathon | 1:02.23   | 14 september 2008 | Rotterdam     |
| 25 km          | 1:14.08   | 5 april 2009      | Rotterdam     |
| 30 km          | 1:29.33   | 5 april 2009      | Rotterdam     |
| marathon       | 2:06.45   | 21 oktober 2007   | Amsterdam     |

## Palmares

### 3000 m
- 1999:  LBBW Athletics Stuttgart - 7.34,70
- 1999: 4e Athletissima - 7.38,50
- 1999: 5e Nikaia '99 in Nice - 7.38,80
- 1999: 5e Weltklasse in Keulen - 7.40,11
- 1999: 4e Memorial van Damme - 7.34,32
- 1999: 4e IAAF Grand Prix Final in München - 7.37,18
- 2001: 4e Athletissima - 7.33,71
- 2001: 5e Memorial van Damme - 7.32,23
- 2001: 5e IAAF Grand Prix Finale in Melbourne - 7.54,82
- 2002: 4e Doha Grand Prix - 7.38,28
- 2002:  FBK Games - 7.41,38
- 2002: 5e London Grand Prix - 7.52,06
- 2002: 7e Grand Prix Finale - 8.34,86
- 2004: 4e Qatar Athletic Super Grand Prix in Doha - 7.38,92

### 5000 m
- 1998:  Gemenebestspelen - 13.37,42
- 1999: 6e Afrikaanse Spelen - 13.53,03
- 1999:  ISTAF – 12.59,75
- 2000:  DN Galan - 13.04,79
- 2000: 10e OS - 13.39,43
- 2001:  Keniaanse kamp. in Nairobi - 13.17,2
- 2001:  Weltklasse Zürich – 12.56,72
- 2001:  WK - 13.00,77
- 2001:  Weltklasse Zürich - 12.56,72
- 2002:  Golden Gala – 12.57,52
- 2002:  Weltklasse Zürich - 12.57,86
- 2003: 7e WK - 13.01,13
- 2003:  Wereldatletiekfinale - 13.23,95
- 2003:  Grand Prix Finale - 13.23,95
- 2004: 4e Athletissma - 13.05,12
- 2004: 4e DN Galan - 13.04,00
- 2005: 5e FBK Games - 13.18,52

### 10.000 m
- 2001: 4e FBK Games - 27.25,27
- 2002:  Memorial Van Damme – 26.50,20
- 2003: 5e FBK Games - 28.10,99
- 2003: 4e Memorial Van Damme - 26.56,63
- 2005: 8e Keniaanse WK Trials in Nairobi - 28.16,7

### 3000 m steeple
- 1998:  Afrikaanse kamp. - 8.20,67

### 10 km
- 2000:  Memorial Pepe Greco in Scicli - 28.40
- 2001:  Corsa Internazionale di San Silvestro Boclassic in Bolzano - 28.43
- 2004:  Giro Media Blenio in Dongio - 28.51,5
- 2006:  Parelloop - 29.02
- 2008:  Great Capital Run in Londen - 29.06

### 15 km
- 2006:  Montferland Run - 43.44

### halve marathon
- 2006: 4e halve marathon van Lissabon - 1:05.03

### marathon
- 2007:  marathon van Amsterdam - 2:06.45
- 2008: 4e marathon van Rotterdam - 2:08.43
- 2008: 10e marathon van Chicago - 2:18.48
- 2009: 9e marathon van Rotterdam - 2:10.09
- 2009: 4e marathon van Chicago - 2:08.43
- 2010:  marathon van Los Angeles – 2:09.48
- 2010:  marathon van San Diego - 2:09.58
- 2010:  marathon van Honolulu - 2:17.18
- 2011:  marathon van Reims - 2:10.02
- 2012: 18e marathon van Parijs - 2:13.06
- 2012:  marathon van Reims - 2:11.02
- 2013: 5e marathon van Milaan - 2:15.42

### overige afstanden
- 2003:  4 Mijl van Groningen - 18.27
- 2010: 13e Marseille-Cassis (20,3 km) - 1:05.15

### veldlopen
- 1998:  Sylvestercross - 30.44
- 1998:  WK junioren in Marrakech - 22.50
- 1999:  WK junioren in Belfast - 25.43
- 2001: 32e WK in Oostende - 41.31
- 2002: 4e WK in Dublin - 35.26
- 2003: 4e WK in Lausanne - 36.39
- 2004: 32e WK in Brussel - 38.03

1983 Eamonn Coghlan ·
1987 Saïd Aouita ·
1991 Yobes Ondieki ·
1993 Ismael Kirui ·
1995 Ismael Kirui ·
1997 Daniel Komen ·
1999 Salah Hissou ·
2001 Richard Limo ·
2003 Eliud Kipchoge ·
2005 Benjamin Limo ·
2007 Bernard Lagat · 
2009 Kenenisa Bekele ·
2011 Mo Farah ·
2013 Mo Farah ·
2015 Mo Farah ·
2017 Muktar Edris ·
2019 Muktar Edris ·
2022 Jakob Ingebrigtsen ·
2023 Jakob Ingebrigtsen